# 土衛三十九
土衛三十九（Bestla），編號S/2004 S 18，是土星的一颗天然卫星。发现时间是在2004年12月12日。发现者是斯科特·谢泼德、大衛·朱維特等人。土衛三十九直径大约7公里，自轉週期14.6238 ± 0.0001小時，运行轨道距离土星大约19,959Mm，公轉週期1052.722天。轨道与黄道角度为147°（相对土星赤道153°）以离心率0.5145绕土星逆行轨道运行。